# Jessica Barden
Jessica Barden (sinh ngày 21 tháng 7 năm 1992) là một nữ diễn viên người Anh. Cô được biết đến qua vai diễn Alyssa trong loạt phim hài chính kịch của Channel 4 The End of the F***ing World (2017-2019). Cô cũng xuất hiện trong các phim bao gồm Hanna (2011), The Lobster (2015), The New Romantic (2018) và Pink Skies Ahead (2020).

## Đầu đời
Barden sinh ngày 21 tháng 7 năm 1992 tại Northallerton, North Yorkshire. Khi lên ba, cô cùng cha mẹ chuyển đến Wetherby, West Yorkshire. Cô học tại trường Trung học Wetherby.

## Sự nghiệp
Barden bắt đầu sự nghiệp diễn xuất của mình vào năm 1999, khi đó cô mới 7 tuổi. Cô đóng một vai diễn nhỏ trong bộ phim truyền hình My Parents Are Aliens. Barden sau đó cũng đóng một vai nhỏ trong một vài tập của phim truyền hình No Angels. Vào tháng 3 năm 2007, cô xuất hiện trong vai Kayleigh Morton trong một chương trình soap opera của đài ITV là Coronation Street, cho đến tháng 9 năm 2008, khi nhân vật Kayleigh Morton không còn xuất hiện trong chương trình. Năm 2007, Barden có vai diễn điện ảnh đầu tiên trong bộ phim hài chính kịch Mrs Ratcliffe's Revolution. Năm 2009, cô đóng một vai nhỏ trong vở kịch sân khấu Jerusalem tại Nhà hát Royal Court ở Luân Đôn trước khi nhà hát này được rời sang Nhà hát Apollo tại West End.
Năm 2010, Barden xuất hiện trong phim Tamara Drewe, bộ phim được chuyển thể từ tập truyện tranh ngắn cùng tên. Trong cùng năm đó cô đóng vai Sophie trong bộ phim Hanna. Từ năm 2012 đến 2015, cô xuất hiên trong nhiều phim. Barden xuất hiện trong bộ phim kinh dị về truyền thuyết đô thị Comedown, đóng một vai phụ trong bộ phim bí ẩn In the Dark Half  và trong tác phẩm tâm lý giật gân Mindscape. Năm 2014, cô xuất hiện trong Lullaby một bộ phim độc lập của Mỹ. Vào tháng 7 năm 2015, cô đóng vai Kit Carmichael trong bộ phim truyền hình dài hai mùa của đài BBC The Outcast được chuyển thể từ tiểu thuyết đầu tay, cùng tên của nhà văn Sadie Jones. Trong cùng năm đó, cô cũng đóng vai Liddy trong bộ phim Far from the Madding Crowd được chuyển thể từ tác phẩm cùng tên của nhà văn Thomas Hardy.
Năm 2016, cô đóng một vai trong bộ phim Ellen của đài Channel 4 và vai Jasmine trong bộ phim hài Mindhorn. Năm 2017, cô góp mặt trong bộ phim kinh dị Habit và đóng vai Alyssa trong loạt phim truyền hình The End of the F***ing world của nhà đài Channel 4 và nền tảng chiếu phim Netflix. Năm 2018, cô đóng vai Blake trong bộ phim The New Romantic. Tháng 10 năm 2018, cô xuất hiện trong MV "Maniac" của Conan Gray.
Năm 2021, Barden vào vai Jane trong loạt phim giật gân Pieces of Her của Netflix loạt phim được chuyển thể từ tiểu thuyết cùng tên của nhà văn Karin Slaughter.

## Đời sống cá nhân
Ngày 19 tháng 10 năm 2021, Barden thông báo rằng cô đã sinh ra đứa con đầu lòng của mình và tiết lộ trên tài khoản Instagram cá nhân đó là một bé gái. Chồng cô và là cha của đứa bé là nhà làm phim Max Winkler. Cô đã cải đạo của mình sang Do thái giáo và sống tại Los Angeles.

## Các phim đã tham gia

### Điện ảnh
| Năm  | Phim                       | Vai diễn        | Notes |
| ---- | -------------------------- | --------------- | ----- |
| 2007 | Mrs Ratcliffe's Revolution | Mary Ratcliffe  |       |
| 2010 | Tamara Drewe               | Jody Long       |       |
| 2011 | Hanna                      | Sophie          |       |
| 2012 | Comedown                   | Kelly           |       |
| 2012 | In the Dark Half           | Marie           |       |
| 2013 | Mindscape                  | Mousey          |       |
| 2014 | Lullaby                    | Meredith        |       |
| 2015 | Far from the Madding Crowd | Liddy           |       |
| 2015 | The Lobster                | Nosebleed Woman |       |
| 2016 | Mindhorn                   | Jasmine         |       |
| 2017 | Habit                      | Lee             |       |
| 2018 | The New Romantic           | Blake Conway    |       |
| 2018 | Scarborough                | Beth            |       |
| 2019 | Jungleland                 | Sky             |       |
| 2020 | Holler                     | Ruth            |       |
| 2020 | Pink Skies Ahead           | Winona          |       |
| 2022 | Hearts of Stone            | Agatha          |       |

### Truyền hình
| Year      | Title                        | Role                                    | Notes                          |
| --------- | ---------------------------- | --------------------------------------- | ------------------------------ |
| 1999      | My Parents Are Aliens        | Girl in School                          | Tập phim: "The Date"           |
| 2005      | No Angels                    | Lucy                                    | Tập phim #2.3                  |
| 2006      | The Chase                    | Amy                                     | Tập phim #1.2                  |
| 2007–2008 | Coronation Street            | Kayleigh Morton                         | Series regular                 |
| 2011      | Comedy Showcase              | Barmaid                                 | Tập phim: "Chickens"           |
| 2012      | Vera                         | Stella Macken                           | Tập phim: "The Ghost Position" |
| 2013      | Coming Up                    | Ruby                                    | Tập phim: "Sammy's War"        |
| 2013      | Chickens                     | Barmaid / Penny                         | 3 Tập phim                     |
| 2015      | The Outcast                  | Kit Carmichael                          | 2 Tập phim                     |
| 2016      | Murder                       | Jess                                    | Tập phim: "The Big Bang"       |
| 2016      | Ellen                        | Ellen                                   | Television film                |
| 2016      | Penny Dreadful               | Justine                                 | 6 Tập phim                     |
| 2017–2019 | The End of the F***ing World | Alyssa                                  | Vai chính                      |
| 2019      | Lambs of God                 | Sister Carla                            | 4 Tập phim                     |
| 2020      | Better Things                | Herself                                 | 2 Tập phim                     |
| 2021      | Robot Chicken                | Rey, Additional characters (Lồng tiếng) | 4 Tập phim                     |
| 2022      | Pieces of Her                | Jane                                    | Vai chính                      |

### Radio
| Năm  | Title      | Vai    | Notes     |
| ---- | ---------- | ------ | --------- |
| 2021 | SteelHeads | Joleen | Vai chính |

### Video âm nhạc
| Năm  | Nhạc sĩ       | Bài hát               |
| ---- | ------------- | --------------------- |
| 2019 | Conan Gray    | "Maniac"              |
| 2019 | Ozzy Osbourne | "Under the Graveyard" |

## Giải thưởng và đề cử
| Năm  | Giải thưởng                        | Thể loại                            | Trong vai                                                   | Kết quả   | Chú thích. |
| ---- | ---------------------------------- | ----------------------------------- | ----------------------------------------------------------- | --------- | ---------- |
| 2011 | London Critics' Circle Film Awards | Young British Performer of the Year | Tamara Drewe                                                | Đề cử     | [ 25 ]     |
| 2018 | IMDb Awards                        | Breakout Stars Award                | The End of the F***ing World, Scarborough, The New Romantic | Đoạt giải |            |
| 2019 | British Independent Film Award     | Nữ diễn viên phụ xuất sắc nhất      | Scarborough                                                 | Đề cử     | [ 26 ]     |